# Gefecht bei der Letzi
Vögelinsegg – Rotmonten – Stoss – Bregenz – Herisau
Das Gefecht bei der Letzi, auch Gefecht bei Hueb oder Gefecht bei Herisau war eine militärische Auseinandersetzung zwischen dem Land Appenzell und der Grafschaft Toggenburg im Zusammenhang mit den Appenzellerkriegen. Drei Gefechte fanden am 2. Dezember 1428 statt, das entscheidende bei Hueb zwischen Gossau und Herisau.

## Vorgeschichte und Ereignisse
Nach der Niederlage in der Schlacht bei Bregenz Anfang 1408 verweigerten die Appenzeller noch immer die Rückzahlung von Schulden an den Fürstabt von St. Gallen Kuno von Stoffeln († 1411) sowie die Anerkennung seiner Rechte. Ihr Ziel war es, reichsunmittelbar zu werden, wofür sie in den Schlachten Vögelinsegg und am Stoss gekämpft hatten. Der Schiedsspruch vom 4. April 1408 hätte ihnen das nur gewährt, wenn die rechtliche Prüfung ihrer Freiheitsbriefe ergeben sollte, dass die Voraussetzungen für ihr Begehren erfüllt wären, was von den Appenzellern abgelehnt wurde. Sie wollten ihre Freiheit keiner juristischen Prüfung unterziehen lassen und weigerten sich, die Folgen zu tragen. Da sie nun alleine dastanden, suchten sie Anschluss an die Eidgenossenschaft, wobei am 24. November 1411 ein Vertrag zustande kam, in dem ihnen ähnlich wie 1352 beim Glarner Bund nicht die völlige Gleichberechtigung gewährt wurde. Sie durften keine Kriege ohne eidgenössische Zustimmung führen und ihre Pflichten dem neuen Fürstabt Heinrich von Gundelfingen († 1418) gegenüber nach Ermessen der Eidgenossen abstatten, was der eigentliche Grund für die Nichtlösung des Konfliktes war.
Ein erneuter eidgenössischer Schiedsspruch entschied 1421 zugunsten des amtierenden Fürstabtes Heinrich von Mansdorf († 1426). Als die wiederholte Reichsacht auch keine Wirkung zeigte, wurde 1426 das Interdikt über die Appenzeller verhängt. Benachbarte Feudale wie der Graf Friedrich VII. von Toggenburg und sogar Schwyz schlugen sich diesmal auf die Seite des Fürstabtes, da allen umliegenden Beteiligten die Instabilität im Ostschweizer Raum immer unangenehmer wurde. Die Eidgenossenschaft hielt sich dagegen zurück.
Am 2. Dezember 1428 kam es zu drei militärischen Treffen, von denen das erste bei Schönengrund stattfand und das zweite für Appenzell siegreich verlief. Beim entscheidenden Gefecht an der Letzi bei Hueb erlitten sie gegen die Toggenburger unter Friedrich VII. mit Unterstützung des Ritterbundes Sankt Jörgenschild jedoch eine Niederlage.

## Folgen
Es folgte 1429 ein erneuter Schiedsspruch der Acht Alten Orte einschliesslich Solothurn, den die Appenzeller akzeptieren mussten. Dieser bestimmte, dass der 1426 amtierende Abt Eglolf Blarer († 1442) den Appenzellern weitgehende innere Selbstbestimmung in der Zusammensetzung der Gerichte zu gewähren hatte. Somit brachte das endgültige Ende der Appenzellerkriege als entscheidenden Schritt die Loslösung von der Fürstabtei St. Gallen und die zunehmende Annäherung der Appenzeller an die Eidgenossenschaft.
Die Niederlage brachte jedenfalls das Ende der Appenzellischen Expansionsbestrebungen. Im Alten Zürichkrieg brachten sie zwar die Vogtei Rheintal 1445 an sich und konnten sie 1464 gegen den Fürstabt behaupten, verloren sie jedoch wieder 1489 an die Schirmorte Schwyz, Glarus, Zürich und Luzern (→St. Gallerkrieg), die die Vogtei als Gemeine Herrschaft verwalteten. 1491 wurde Uri, Unterwalden und Zug zur Mitverwaltung dazugenommen, 1500 dann auch wieder Appenzell. Ein Angebot der Herren von Montfort 1600 (nach der Kantonsteilung von 1597), das durch das Aussterben der Herren von Sax zum Kauf frei gewordene Gebiet vom Simmitobel bis zum Hirschensprung in der Vogtei Rheintal käuflich zu übernehmen, lehnte die Innerrhoder Landsgemeinde von 1600 dankend ab.